# Koranismus
Der Koranismus (arabisch القرآنية, DMG al-Qurʾānīya) ist eine Strömung im Islam, deren Anhänger den Koran als einzige textliche Quelle des Glaubens ansehen und Hadithe als Grundlage für Theologie und Normenlehre ablehnen. Koranisten (arabisch أهل القرآن, DMG Ahl al-Qurʾān) glauben, dass Gottes Botschaft im Koran klar und vollständig ist und daher vollumfänglich verstanden werden kann, ohne auf Hadithe Bezug zu nehmen.
Erste Kritiker der Hadithüberlieferungen gab es schon zu Zeiten des Gelehrten asch-Schāfiʿī; ihre Argumente fanden jedoch keinen großen Anklang unter den Muslimen. Ab dem 19. Jahrhundert begannen reformistische Denker wie Sayyid Ahmad Khan, Abdullah Chakralawi und später Ghulam Ahmad Parwez in Indien, die Hadithe und die islamische Tradition systematisch anzuzweifeln und koranistische Organisationen zu gründen. Parallel dazu gab es eine langjährige Diskussion zur alleinigen Autorität des Korans in Ägypten, angestoßen durch einen Artikel von Muhammad Tawfīq Sidqī in der Zeitschrift al-Manār. Der Koranismus erhielt im 20. Jahrhundert außerdem eine politische Dimension, als Muammar al-Gaddafi den Koran zur Verfassung Libyens erklärte. Durch ägyptische Gelehrte wie Rashad Khalifa und Ahmad Subhy Mansour, die in die Vereinigten Staaten zogen, breiteten sich koranistische Ideen auch in vielen weiteren Ländern aus. So gibt es heute Koranisten in Nigeria, Malaysia und der Türkei, aber auch in europäischen Ländern wie der Schweiz.
Die Ablehnung der Hadithe führt in einigen Fällen zu drastischen Unterschieden bei den gottesdienstlichen Verrichtungen. Die größten Diskrepanzen bestehen dabei beim rituellen Gebet. Während einige Koranisten klassisch fünfmal am Tag beten, reduzieren andere die Anzahl auf drei oder sogar zwei tägliche Gebete. Eine weitere koranistische Strömung lehnt hingegen das traditionelle Ritualgebet in Gänze ab, da ihr gemäß der Begriff „Salāt“ nichts mit einem Ritualgebet zu tun habe. Auch bei den Details des Gebets oder anderen Verrichtungen wie der Zakāt und dem Fasten gibt es unterschiedliche Ansichten.

## Hintergrund und Glaubensgrundlage
Im traditionellen Verständnis des Islams gilt der Koran als Hauptquelle des Glaubens und der Glaubenspraxis. Bei seiner Auslegung werden jedoch unter anderem auch die Prophetenbiografie (as-Sīra an-Nabawīya), Hadithe und Koranauslegungen früherer Gelehrter berücksichtigt. Diese Quellen sind deutlich später als der Koran entstanden und legen einen Sinn für den Korantext fest, der oft nicht unmittelbar dem Text zu entnehmen ist. Zudem fügen diese Quellen gewisse Verbote und Gebote hinzu, die so im Koran nicht vorkommen. Die Gültigkeit und Wertigkeit der einzelnen Hadithe ist auch im traditionellen Islam umstritten, dennoch werden sie mehrheitlich nicht komplett abgelehnt.
Im Koranismus hingegen gelten einzig und allein der Koran und die unmittelbar daraus folgenden Interpretationen als Glaubensgrundlage, wobei externe Quellen wie die Hadithe abgelehnt werden. Insbesondere wird das Konzept der Abrogation zurückgewiesen, was zur Folge hat, dass die Auslegungen des Koranismus teilweise erheblich von den orthodoxen Lehrmeinungen abweichen. Vergleichbare Ansätze gibt es im Judentum bei den Karäern und im (vor allem evangelischen) Christentum mit dem Konzept sola scriptura.
Zur Legitimation des koranistischen Ansatzes werden verschiedene Verse aus dem Koran herangezogen, unter anderem die folgenden:
6:38: „Und es gibt kein Tier auf der Erde und keinen Vogel, der mit seinen Flügeln fliegt, ohne daß es Gemeinschaften wären gleich euch (Menschen) . Wir haben in der Schrift (in der alles, was ist und sein wird, verzeichnet ist) nichts übergangen. Schließlich (w. Hierauf) werden sie (alle) zu ihrem Herrn versammelt werden.“
6:114: „Soll ich mir denn einen anderen Schiedsrichter wünschen als Gott, wo er es doch ist, der die Schrift, klar auseinandergesetzt, zu euch herabgesandt hat? Diejenigen, denen wir (schon vor dir) die Schrift gegeben haben, wissen, daß sie von deinem Herrn mit der Wahrheit (zu dir) herabgesandt ist. Du darfst ja nicht (daran) zweifeln.“
12:1: „lr. Dies sind die Verse (w. Zeichen) der deutlichen Schrift.“

## Geschichte

### Vorgeschichte: Die Hadith-Ablehnung der Charidschiten
Eine kategorische Ablehnung von Hadithen, wie man sie heute bei den Koranisten findet, ist schon in der Frühzeit des Islams von den Charidschiten bekannt. So spricht zum Beispiel Abū l-Qāsim al-Balchī (gest. 931) in seinem Kitāb al-Maqālāt von den Charidschiten als „denjenigen, die die Tradition komplett für nichtig erklären und behaupten, dass man nur dass wissen müsse, wovon das Buch (= der Koran) wörtlich spricht“ (allaḏīna yufsidūna n-naql kullahu wa-yazʿumūna annahu lā yaǧibu l-ʿilm illā bimā naṭaqa bihi al-kitāb naṣṣan). Der muʿtazilitische Denker Dirār ibn ʿAmr (gest. ca. 815) berichtet, dass nach der Lehre der beiden charidschitischen Sekten der Azraqiten und Bazīghiten „Wissen über die Religion allein vom Koran her erworben werden kann und sie den Idschmāʿ und die Überlieferungen verwarfen“ (ʿilm al-dīn innamā yudraku min qibal al-Qurʾān faqaṭ wa-ankarū al-iǧmāʿ wa-l-aḫbār kullahā). Ein Brief, den der frühe Charidschit ʿAbdallāh ibn Ibād im Jahre 76 der Hidschra (= 695 n. Chr.) an den umaiyadischen Kalifen ʿAbd al-Malik gesandt haben soll, weist Hadithe als Grundlage für die Auferlegung von Pflichten und Verboten zurück und ermahnt dazu, sich nur an den Koran zu halten. Die Bidʿīya, eine Untergruppe der Azraqiten, soll unter Verweis auf Sure 11:114 nur zwei tägliche Pflichtgebete anerkannt haben.
Auch Muhammad ibn Idrīs asch-Schāfiʿī (gest. 820) berichtet in seinem Traktat Ǧimāʿ al-ʿilm von einer Gelehrtengruppe, die die Autorität des Hadith komplett zurückwies. Ihre Argumentation fasst er folgendermaßen zusammen: Das Koranwort in Sure 16:89, das besagt, dass der Koran eine „Klarlegung für jede Sache“ (tibyān li-kull šaiʾ) ist, zeigt, dass der Koran alle notwendigen Information für die Ableitung rechtlicher Regeln enthält; deswegen gibt es keinen Bedarf nach Hadith-Berichten, um den normativen Gehalt koranischer Verse zu interpretieren. Da der Koran keine bestimmte Zahl oder Zeit für das rituelle Gebet vorgebe, und auch keinen spezifischen Betrag für die Zakāt, erfülle eine Person ihre Pflichten, wenn sie nur ein Mal am Tag oder alle paar Tage bete oder den kleinsten Betrag gebe, den man als Almosen betrachten könne. An keiner Stelle seines Textes erwähnt asch-Schāfiʿī die Namen einzelner Personen oder die Denkschule, die diese Positionen vertrat. Joseph Schacht war der Ansicht, dass es sich bei dieser Gruppe um Muʿtaziliten handele. Aufgrund der Ähnlichkeit dieser Lehren mit dem, was über die Charidschiten berichtet wird, vermutet Hüseyin Hansu hingegen, dass die von asch-Schāfiʿī beschriebene Gelehrtengruppe aus Charidschiten bestand.
Unter den Muʿtaziliten gab es zwar ebenfalls verschiedene kritische Positionen bezüglich der Hadithe, doch lehnten sie die außerkoranische prophetische Autorität nicht vollständig ab, sondern verlangten,  dass nur das, was mit Gewissheit gewusst werden konnte, als Basis für islamische rechtliche Normen dienen konnte. Sie akzeptierten deswegen keine isolierten Hadithe, sondern nur solche Hadithe, die so weithin anerkannt waren, dass ihre Unwahrhaftigkeit undenkbar erschien. Nach dem 9. Jahrhundert gaben die Muʿtaziliten jedoch diese strenge Position auf und schwenkten auf die Linie von asch-Schāfiʿī ein, indem sie nun auch nur von einzelnen Personen überlieferte Hadithe als Gewissheit vermittelnde Quellen akzeptierten.

### Die Herausbildung des Koranismus im modernen Indien und Ägypten
Muslimische Reformdenker begannen sich im 18. und 19. Jahrhundert unter anderem erneut mit der Autorität der islamischen Rechtsquellen zu beschäftigen, lehnten den Taqlid ab und forderten eine Rückkehr zum Koran und der Sunna. Hinzu kam die Auseinandersetzung mit der Übermacht und dem Kolonialismus der westlichen Großmächte. Die muslimischen Gelehrten mussten sich nun mit neuen Fragen und Problemstellungen auseinandersetzen, die durch den Einfluss westlicher Ideen entstanden, die unter anderem durch Missionare und Orientalisten verbreitet wurden. Außerdem versuchten sie, eine Erklärung für die Rückständigkeit der Muslime im Vergleich zum Fortschritt in den westlichen Ländern zu finden. Um eine Antwort auf diese Fragen zu geben, den Islam gegen Vorwürfe zu verteidigen und so auszulegen, dass er vereinbar mit rationalen und naturalistischen Ideen ist, versuchten einige modernistische Gelehrte, die Grundlagen der Religion von den historischen Einflüssen und der Tradition zu trennen. Dazu setzten sie sich mit den vier traditionellen Quellen des islamischen Rechts (Koran, Sunna, Idschmāʿ, Qiyās) kritisch auseinander.

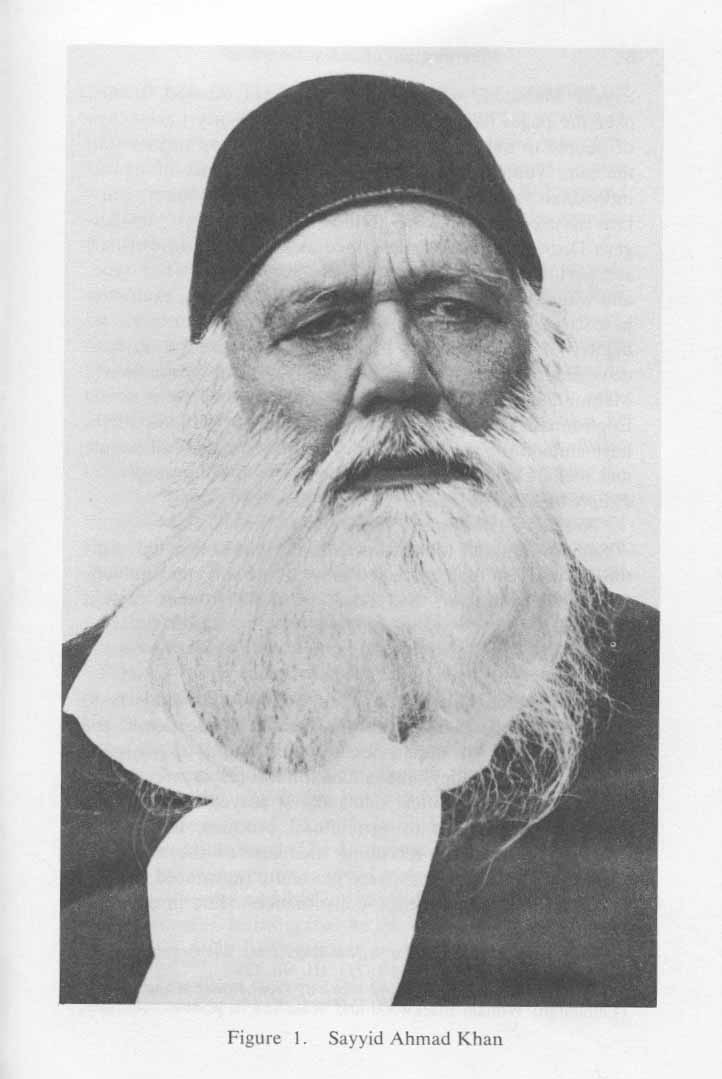
Sayyid Ahmad Khan

In diesem Kontext traten vor allem im damaligen Britisch-Indien eine Anzahl von Denkern und Gelehrten auf, die Hadithe ablehnten und den Koran als Hauptquelle etablieren wollten. Sayyid Ahmad Khan (gest. 1898), Gründer der Aligarh-Bewegung, vertrat die Meinung, dass der Koran die einzige autoritative Quelle des Islams ist. Das Hadithkorpus sei unzuverlässig, da in der traditionellen Hadithkritik nur die Vertrauenswürdigkeit der Überlieferer als Beleg für die Authentizität der Hadithe verwendet wurde. Man solle aber auch den Hadithtext (matn) kritisch analysieren und seine Kompatibilität mit dem Koran und der Vernunft überprüfen. Ausgehend von dieser Grundlage müssten einige grundlegende theologische Dogmen und rechtliche Regelungen rational begründet und unabhängig von den Zusätzen der Tradition nach Kriterien der Vernunft ausgelegt werden. Ein weiterer wichtiger Punkt im Denken von Ahmad Khan war seine Definition der Natur. Er setzte die Naturgesetze, die „Arbeit Gottes“, mit der Offenbarung, dem „Wort Gottes“, gleich. Dies führte unter anderem dazu, dass er von anderen Gelehrten als „Naturalist“ (nayčirī) abgetan und seine Ideen von zahlreichen zeitgenössischen Gelehrten teils sehr stark kritisiert wurden.
Chiragh Ali (gest. 1895) entwickelte die Ideen von Sayyid Ahmad Khan weiter und vertrat eine strengere Sicht in Hinblick auf die Verwendung von Hadithen als eine autoritative Quelle. Er kritisierte ebenfalls die Konzentration muslimischer Gelehrter auf die isnād-Kritik und die Tatsache, dass die Hadithe erst Jahrzehnte nach dem Tod des Propheten Muhammad gesammelt wurden, und schlussfolgerte, dass fast alle Hadithe unauthentisch seien. Diese Annahme machte es ihm möglich, alle Regelungen und Institutionen, die auf der Hadithtradition basierten, für ungültig zu erklären und zu reformieren. Alis Ausgangspunkt war jedoch nicht die Hadithkritik an sich, sondern die Verteidigung der Umsetzbarkeit des Islams in der Moderne und die Suche nach dem „wahren Islam“ fern von den Ideen der orthodoxen Muslime und den Vorwürfen westlicher Orientalisten.

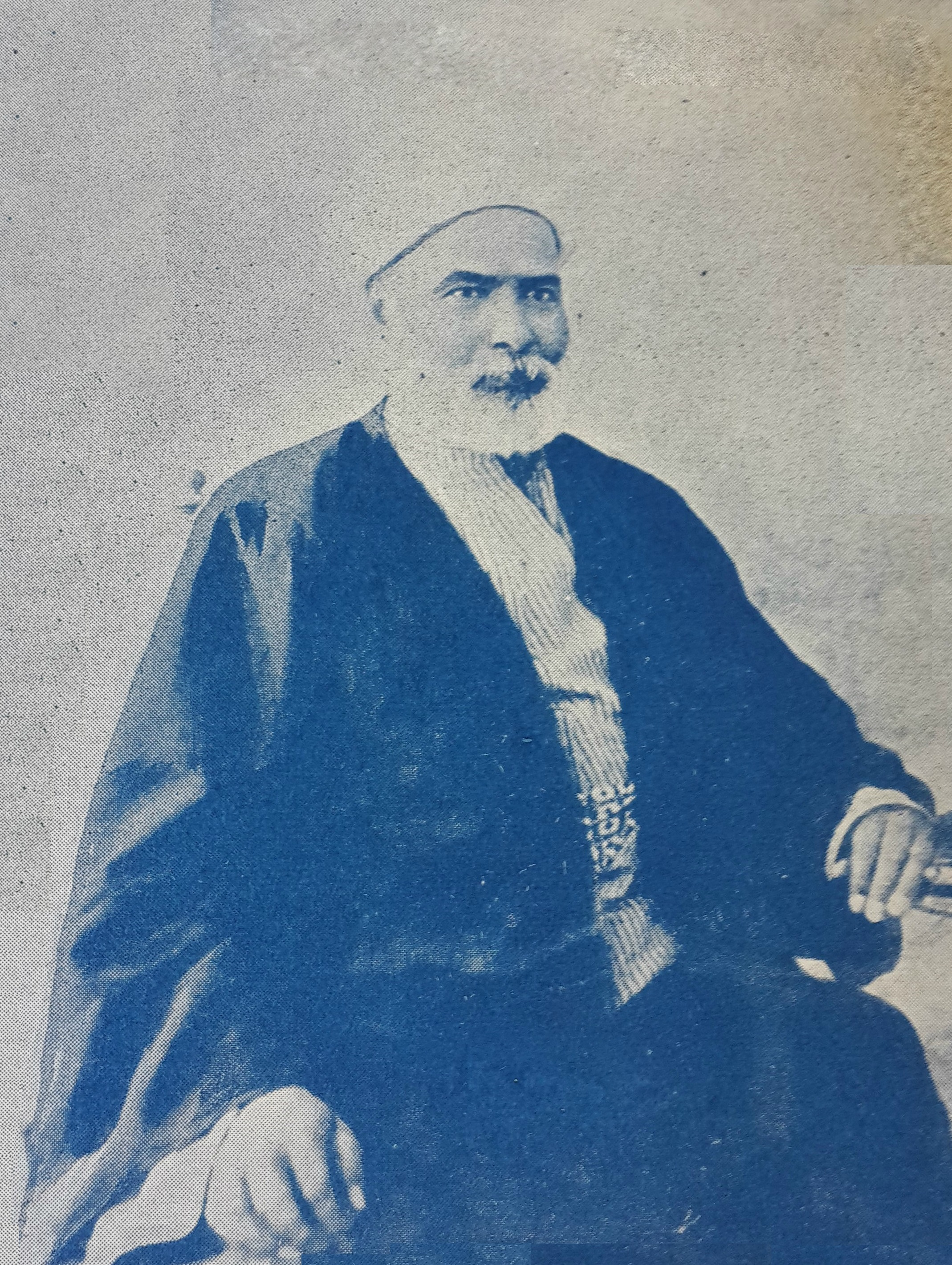
Muhammad ʿAbduh

Zeitgleich zu Sayyid Ahmad Khan begann Muhammad ʿAbduh (gest. 1905) in Ägypten vorsichtig Kritik an Hadithen zu äußern. Er betrachtete nur mutawātir-Hadithe als ultimativ verbindlich, also solche, die von einer großen Anzahl von Personen tradiert wurden. aḥād-Hadithe jedoch, also solche, die nur von einer Person überliefert wurden, seien dagegen nur dann zu befolgen, wenn sie den Leser überzeugen. Damit öffnete er die Tür für eine persönliche Beurteilung der Verbindlichkeit der Hadithe, ohne sie als Ganzes zurückzuweisen. Sein Fokus lag dabei auf der Abweisung der Nachahmung (taqlīd) früherer Rechtsschulen und Gelehrter, die seiner Meinung nach in großem Maße zur Rückschrittlichkeit der Muslime in seinem Land beigetragen hatte.
Der ägyptische Arzt Muhammad Taufīq Sidqī (gest. 1920) veröffentlichte im Jahr 1906 einen Artikel mit dem Titel „Der Islam ist der Koran alleine“ (al-Islām huwa l-Qurʾān waḥda-hū) in Raschīd Ridās Zeitschrift al-Manār. Wie aus dem Namen des Artikels hervorgeht, akzeptierte Sidqī allein den Koran als autoritative religiöse Quelle und war davon überzeugt, dass in ihm alle notwendigen Informationen enthalten sind. Die Sunna des Propheten sei nur ein Vorbild für seine Zeitgenossen gewesen. Hätte der Prophet gewollt, dass seine Hadithe die nachfolgenden Generationen erreichen, hätte er sie – so wie den Koran – aufschreiben lassen. Die Muslime heutzutage könnten also frei entscheiden, ob sie etwas, was vom Propheten überliefert wird und nicht im Koran enthalten ist, befolgen oder nicht. Sidqīs Artikel zog eine langjährige Diskussion und mehrere Widerlegungen mit sich, die zusammen mit seiner Antwort in der Zeitschrift veröffentlicht wurden.

### Koranistische Denker in Indien von Chakralawi bis Ghulam Ahmad Parwez
Zu Beginn des 20. Jahrhunderts gründete Abdullah Chakralawi (gest. 1916) die Gemeinschaft der Ahl aḏ-ḏikr wa-l-Qurʾān (kurz Ahl al-Qurʾān) in Lahore. Er war davon überzeugt, dass der Koran so umfassend ist, dass er als göttliche Quelle für die Rechtleitung der Muslime ausreicht und deshalb die restliche schriftliche Tradition einschließlich der Hadithe und früherer Korankommentare ausgeschlossen werden kann. So lehnten Chakralawi und seine Anhänger im Gegensatz zu ihren Vorgängern die Hadithe als Ganzes ab, erkannten nur den Koran als autoritative und gültige Quelle bezüglich theologischer und ritueller Fragen an und lösten sich von den klassischen exegetischen Methoden. Zwischen 1903 und 1932 veröffentlichten sie zudem die Zeitschrift Išāʿat al-Qurʾān.
Wenige Jahre nach Chakralawis Tod gründete Ahmad ad-Dīn Amritsārī (gest. 1936) in Amritsar eine weitere koranistische Bewegung, die Anǧuman-i Ummat-i Muslima, mit den Zeitschriften al-Balāġ und al-Bayān. Die Rückkehr zum Koran als einzige verbindliche Quelle sollte seiner Meinung nach den Islam von früheren theologisch-philosophischen Schlussfolgerungen und Rechtsprechungen sowie von einem arabisch-dominierten Denken reinigen und ihn so zu einem universellen Glauben machen, der eine Harmonie zwischen den verschiedenen Religionen schaffen kann.

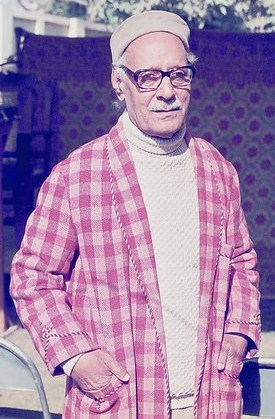
Ghulam Ahmad Parwez

Der Historiker und Islamwissenschaftler Muhammad Aslam Jairājpūrī (gest. 1955) entwickelte eine koranistische Geschichte des Hadith und sah die Hadithe zwar nicht als eine religiös verbindliche, aber sehr wohl wichtige historische Quelle an. In Bezug auf rituelle Fragen betrachtete er die über viele Stränge überlieferte Handlungsweise des Propheten (sunnat al-mutawātir) als vertrauenswürdig.
Sein Schüler Ghulam Ahmad Parwez (gest. 1985) wurde zu einer der einflussreichsten und produktivsten Persönlichkeiten der Ahl al-Qurʾān-Bewegung. Im Jahr 1938 gründete er die Organisation Taḥrīk-i ṭulūʿ-i islām in Delhi, die später nach Lahore verlagert wurde und die Zeitschrift Ṭulūʿ-i islām veröffentlichte, die zuvor von Muhammad Iqbal herausgegeben worden war. Wie sein Lehrer betrachtete Parwez die Hadithe als eine rein historische Quelle und erkannte der Auslegung des Propheten hauptsächlich Autorität in seiner Zeit zu. Die überlieferten Hadithe müssten allerdings mit dem Koran verglichen, ausgelesen und somit bereinigt werden. Ähnlich wie Amritsārī sprach er dem Islam einen universellen Charakter zu, der auf Grundlage des Korans erreicht werden könne. Was die Details in der Auslegung und Umsetzung betrifft, so müssten diese zeitgemäß von einer zentralen muslimischen Autorität – auch in Form eines Staates – bestimmt werden. In diesem Zusammenhang entwickelte Parwez auch eine Staatstheorie und unterstützte später die Teilung Indiens und Gründung Pakistans. Insbesondere seine Ansichten hinsichtlich der Hadithe brachten ihm viel Kritik ein. Es kam sogar so weit, dass 1000 traditionalistische Gelehrte ihn in einer Takfīr-Fatwa zum Ungläubigen erklärten. Die von ihm gegründete Bewegung ist aber heute noch aktiv und hat unter anderem Anhänger in Pakistan und Europa.

### Die Maitatsine-Bewegung in Nigeria
Eine neue Strömung mit koranistischer Ausrichtung entstand in den 1960er Jahren mit der Maitatsine-Bewegung in Nigeria unter Muhammad Marwa (gest. 1980), die später in einen bewaffneten Aufstand mündete. Muhammad Marwa stammte aus Maroua in Nord-Kamerun und kam 1945 nach Kano. In den frühen 1960er Jahren begann er mit Predigten, die sich auf eine besondere Form der Koranexegese stützten, die sich radikal von den allgemein üblichen sunnitischen Korankommentaren in Kano und Nordost-Nigeria unterschied. Marwa lehnte jegliche moderne und westliche Erfindungen wie Armbanduhren, Fahrräder, Autos und Fernseher ab. Er lehnte auch die Lehren des Propheten Mohammed ab und erkannte allein den Koran als autoritative religiöse Quelle an. Ihre spezifischen Verbote leiteten Marwa und seine Anhänger unter Ausschluss der Traditionsliteratur und unter Verwendung der Hausa-Sprache direkt aus dem Koran ab. Diejenigen, die sich nicht an diese Vorschriften hielten, stempelten sie als Heiden ab. Im Dezember 1980 stürmten sie schließlich bewaffnet die Freitagsmoschee von Kano. Der Aufstand wurde von der nigerianischen Armee niedergeschlagen. Bei den Kämpfen starben mehrere tausend Menschen, darunter auch Marwa selbst. Die Bewegung lebte jedoch weiter und führte noch einige Zeit zu Aufständen in anderen Teilen Nordnigerias.

### Libyen unter al-Gaddafi
Der Militärputsch in Libyen 1969 brachte Muammar al-Gaddafi (gest. 2011) an die Macht, der dem Land zunächst eine panarabistisch-sozialistische und später immer deutlichere islamische Orientierung gab. Dem Islam sprach al-Gaddafi einen universalen Anspruch zu und forderte eine Rückkehr zum „Wesen des Islams“ und seiner grundlegenden Quelle, dem Koran, der fortschrittlich interpretiert wurde. In der Deklaration über die Autorität des Volkes von 1977 wurde der Koran schließlich zur „Verfassung“ der Volksrepublik Libyen erklärt. Die islamische Tradition samt der Hadithe, der Rechtsschulen und Rechtsprechungen früherer Gelehrter wurde von al-Gaddafi hingegen abgelehnt, mit der Begründung, dass sie die Muslime von der „Urquelle göttlicher Wahrheit“ ablenke. Die kultisch-religiösen Handlungen des Propheten wie das rituelle Gebet wurden im Gegensatz dazu als Sunna anerkannt. 1978 wurde das Jahr Null der islamischen Zeitrechnung zudem von der Hidschra auf den Todestag des Propheten umgestellt.

### Rashad Khalifa und seine internationale Wirkung
In den Vereinigten Staaten entwickelte der Ägypter Rashad Khalifa Ende des 20. Jahrhunderts eine neue theologische Lehre, die Einfluss auf Koranisten in vielen weiteren Ländern hatte. Mithilfe von Computern führte er eine numerische Analyse des Korans durch, die eindeutig beweisen sollte, dass dieser göttlichen Ursprungs ist. Die grundlegende Rolle spielte dabei die Zahl 19, die in einem Vers erwähnt wird und die Khalifa als „Korancode“ oder Code 19 überall in der Struktur des Korans wiederzufinden suchte. Diese „wissenschaftliche“ Herangehensweise wurde zunächst von vielen Muslimen begrüßt. Die Schlussfolgerungen, die Khalifa jedoch anschließend daraus zog, führten zu starker Kritik vonseiten von Muslimen als auch Gelehrten weltweit. Khalifa behauptete, dass die Sunna und die Hadithe reine Spekulation und satanische Fallen für die Menschen seien und ihre Befolgung gleichzusetzen wäre mit Beigesellung (širk). Zudem schloss er zwei Verse aus dem Koran (Q 9:128-129) als „satanisch“ aus, da sie nicht mit seiner auf die Zahl 19 gestützten Theorie vereinbar waren. Rashad Khalifa gründete auch eine Organisation mit dem Namen „United Submitters International“ (USI), die ab 1985 monatlich einen Newsletter mit dem Titel „Submitter’s Respective“ herausgab. Wie Muhammad Marwa vor ihm erklärte sich Rashad Khalifa 1989 zum „Gesandten“ Gottes („Gods Messenger of the Covenant“), womit er großes Aufsehen erregte und Empörung hervorrief.

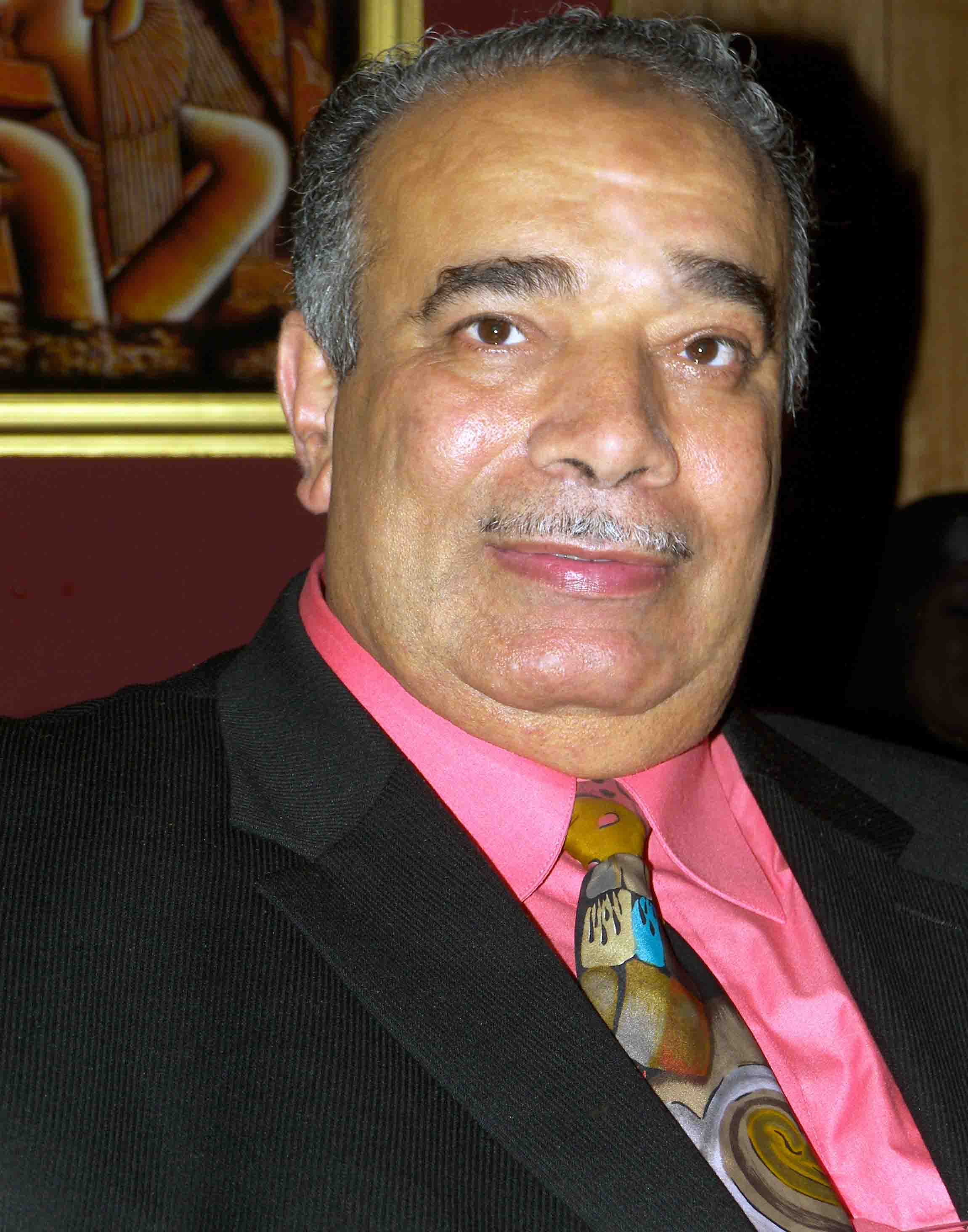
Ahmad Subhy Mansour

Mit seinen Lehren entwickelte Rashad Khalifa schon in den 1980er Jahren eine starke internationale Ausstrahlung. Erwähnenswert ist zum Beispiel der ägyptische Aktivist Ahmad Subhy Mansour, der 1985 aufgrund seiner koranistischen Ideen von seiner Professur der Islamischen Geschichte an der Azhar-Universität entbunden und zwei Jahre später inhaftiert wurde. Im Januar 1988 reiste er in die USA und schloss sich Rashad Khalifa an, verließ aber seinen Kreis bald wieder. Im Jahr 2002 erhielt er Asyl in den Vereinigten Staaten und gründete dort das „International Qur’anic Center“, das vor allem online aktiv ist. Zu den Zielen der Organisation gehört neben einer Rückkehr zum Koran alleine auch die Förderung der Demokratie und Menschenrechte.

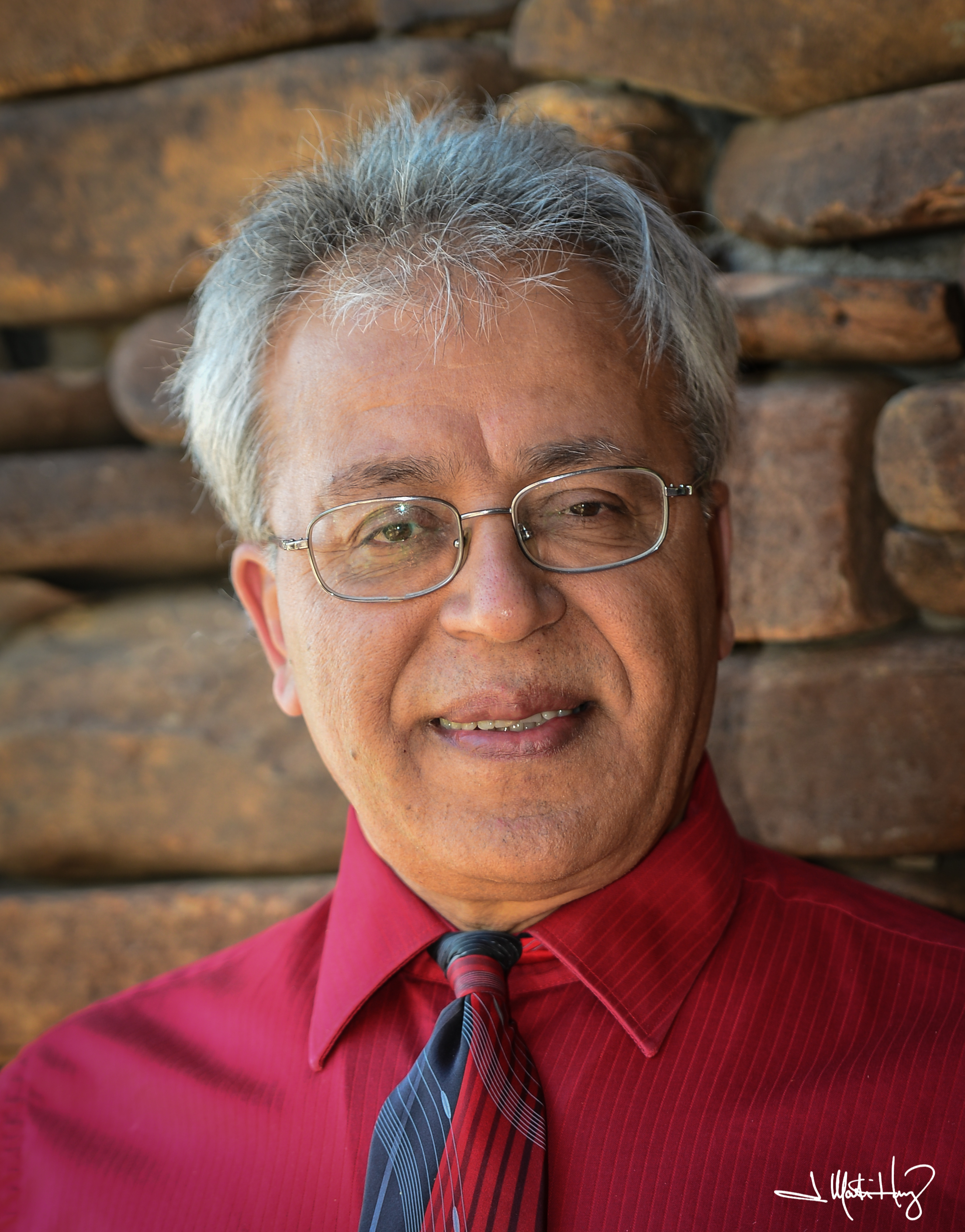
Edip Yüksel

Dem Kreis der Koranisten um Rashad Khalifa gehört auch Edip Yüksel zu, ein kurdischer Aktivist aus der Türkei, der sich zunächst für eine islamische Revolution in der Türkei einsetzte, weshalb er inhaftiert wurde. Durch die Werke Rashad Khalifas lernte er die Ideen des Koranismus kennen und begann diese zu propagieren. Im Jahr 1989 musste er aufgrund dessen das Land verlassen und schloss sich den Submitters in Tucson an, die er einige Zeit später jedoch wieder verließ. Yüksel erstellte mit zwei weiteren Autoren eine eigene Übersetzung des Korans und verbreitete in zahlreichen türkischen und englischen Büchern sowie online seine eigenen und Khalifas Ideen, allen voran die Lehre von der Zahl 19. In einigen Punkten unterscheiden sich seine Ansichten jedoch von denen der Submitters. Seiner Meinung nach muss man beispielsweise nur dreimal am Tag beten, weil nur drei Gebetszeiten im Koran erwähnt sind, und es gibt keine festgelegten Kleidungsvorschriften während des Gebets.
Rashad Khalifa selbst wurde 1990 in der Moschee von Tucson, in der er zuvor elf Jahre als Imam tätig gewesen war, ermordet. Die von ihm gegründete Organisation Namen „United Submitters International“ (USI) besteht aber bis heute weiter. Anhänger, wenn auch wenige in der Anzahl, finden sich auch in anderen Regionen Amerikas und Kanadas und sind vor allem online aktiv. Sie sehen sich selbst als „moderate reformistische religiöse Gemeinschaft“ und stehen nicht in Verbindung mit anderen muslimischen Gemeinden, da diese ihrer Meinung nach den Koran nicht wirklich befolgen. Die sogenannten „Submitters“ praktizieren die Fünf Säulen des Islams mit Abweichungen von der Praxis des Großteils der Muslime, die ihrer Meinung nach nicht im Koran wiederzufinden ist. Die Frauen tragen kein Kopftuch und nehmen aktiv am Gemeindeleben teil.
Rashad Khalifa entfaltete mit seinen Lehren auch einige Fernwirkung. So verfasste in Malaysia unter seinem Einfluss Kassim Ahmad (gest. 2017) im Jahr 1997 das Buch Hadith: A Re-evaluation, in dem er zu einer wissenschaftlichen Evaluierung der Hadithe und der ganzen islamischen Tradition aufrief, da diese für die Rückschrittlichkeit der Muslime verantwortlich seien. Er sah den Koran als die einzige Sunna des Propheten Muhammad an und kritisierte die klassische sunnitische Sicht in Bezug auf die Sunna und die Hadithe seit asch-Schāfiʿī. Auch wenn seine Ideen zum Großteil mit denjenigen von Rashad Khalifa übereinstimmen, verwendet Ahmad einen milderen Ton und ruft die Menschen gleichzeitig zum rationalen Denken und einer sozialen Reform auf. Sein Buch wurde in Malaysia verboten und Ahmad zum Häretiker erklärt.
Zur Verbreitung von Khalifas Ideen trug auch der südafrikanische Prediger Ahmed Deedat mit seinem Buch al-Qurʾān - The Ultimate Miracle bei, das sich stark an den frühen Schriften Khalifas orientierte. Auf besonders fruchtbaren Boden fiel dieses Buch bei den früheren Anhängern der Maitatsine-Bewegung in Kano. Dort bildete sich in den späten 1990er Jahren eine koranistische Bewegung unter gut situierten Beamten und Freiberuflern, die sich Qurʾānawa nannten. Die Qurʾānawa akzeptieren zwar das Prophetentum Mohammeds, weisen jedoch die Hadithe zurück. Sie sehen in Rashad Khalifa keinen Propheten oder Gottesgesandten, halten sich aber an seine Lehren. Zur Verbreitung ihrer Lehren von dem „mathematischen Wunder des Korans“ und der fehlenden Authentizität der Hadith setzen sie sehr stark auf das Internet. Von Kano aus hat sich die koranistische Bewegung auch in andere Städte Nordnigerias verbreitet. Bekannte Koranisten, die von den Lehren Rashad beeinflusst wurden, sind Isa Othman, ein Richter des Obersten Nigerianischen Gerichtshofs aus Maiduguri, und Uthman Muhammad Dangungu, ein früherer führender Prediger der Izala-Bewegung. In Nigeria werden die Koranisten auch Qala Qato (wörtl. „Der Mensch sagte“) genannt, nach ihrer Aussage, dass das, was der Mensch sagt, im Gegensatz zum koranischen qāla Allāhu („Gott sagte“) nicht als autoritativ akzeptiert wird.

### Koranistisches Denken in der Türkei und in Europa
In der Türkei machten sich koranistische Ideen schon seit Mitte der 1970er Jahre bemerkbar. Einer der ersten und wichtigsten Denker in dieser Linie ist der islamische Theologe Hüseyin Atay. Er verfasste unter anderem eine eigene Koranübersetzung und vertrat die Meinung, dass die Religion zur Zeit des Propheten nur aus Koran und Vernunft bestanden habe. Erst nach dem Tod des Propheten habe man begonnen, sich auf Hadithe, Aussagen von Prophetengefährten und Gelehrtenmeinungen zu berufen, was langfristig zu einer Entfremdung vom Koran und zur Nachahmung (taqlīd) geführt habe. Alle außerkoranischen Quellen und die Tradition gehörten lediglich dem Bereich der religiösen Kultur an und sollten kritisch überprüft werden. Ähnliche Ideen vertrat sein Schüler Yaşar Nuri Öztürk (gest. 2016), der ebenfalls eine eigene Koranübersetzung abfasste.
Kerem Adıgüzel, ein schweizerisch-türkischer Autor, gründete im Jahr 2007 die deutschsprachige Website alrahman.de und im Jahr 2017 den Verein Al-Rahman – mit Vernunft und Hingabe. Adıgüzel setzt sich neben einer Rückkehr zum Koran alleine für eine „Entarabisierung“ des Islams ein, versucht den Koran vor allem den deutschsprachigen Lesern zugänglicher zu machen und eine selbstständige Auslegung zu ermöglichen. Seine Argumente in Bezug auf die Ablehnung der Sunna und der Hadithe sowie seine Überzeugung von einem mathematischen Code im Koran stimmen zum Großteil mit den Ideen Edip Yüksels überein. In seinem Buch Schlüssel zum Verständnis des Koran beschreibt Adıgüzel seine Einstellung zu den Hadithen wie folgt:

„Aḥādīṯ, zu Deutsch Aussprüche, erklären die Lesung nicht, sie verwässern sie vielmehr mit neuen Worten und neuen Fragen, neuen (oft sinnlosen) Gesetzen, Aberglauben und teils gar Blasphemien. Sie erheben sich als eine weitere Autorität neben Gottes Wort, indem sie sich als „islamisch“ verkaufen. Sie verlangen von uns unbewusst, dass wir sie Gottes Wort beigesellen und uns somit der Kapitalsünde im Glauben schlechthin schuldig machen, nämlich des Schirk, der Beigesellung anderer Gottheiten und Autoritäten neben Gott. Diese Aussprüche stellen keine Prophetenworte dar. Der Prophet selbst war stets gegen die Niederschrift seiner persönlichen Aussprüche […], weshalb im ersten Jahrhundert kein Buch aufgeschrieben wurde, welches die persönlichen Worte des Propheten festhält.“

## Unterschiede zum traditionellen Islam
Da der Koranismus eine Strömung ist, die hauptsächlich von einzelnen Personen und Gemeinden vertreten wird, gibt es teilweise beträchtliche Unterschiede unter seinen Anhängern in Bezug auf die rituellen Praktiken. Wie sehr diese vom traditionellen islamischen Verständnis abweichen, hängt auch davon ab, ob die Sunna und die Hadithe komplett oder nur teilweise abgelehnt und welche exegetischen Methoden bei der Koranauslegung angewendet werden. Auffällig ist, dass frühe Koranisten zum Großteil keine erheblichen Änderungen an den rituellen Praktiken vornahmen und eher theologische Fragestellungen erörterten, wohingegen die Religionspraxis der gegenwärtigen Koranisten teils gravierende Unterschiede zum traditionellen Islam aufweist. Nachfolgend werden nur einige Beispiele angeführt:

### Die fünf Säulen des Islams

#### Schahāda (Glaubensbekenntnis)
Koranisten akzeptieren als Schahāda nur die Formel lā ilāha illā Llāh („Es gibt keinen Gott außer Gott“). Der traditionelle zweite Teil, der sich auf den Propheten Mohammed bezieht, wird bewusst ausgelassen, da dieser so im Koran nicht vorkommt. Die Koranisten sind sich dennoch einig, dass es nicht nötig ist ein Glaubensbekenntnis mit den Lippen auszusprechen, um in den Islam einzutreten, da der Koran dies an keiner Stelle befehligt. Vielmehr genügt es die Inhalte im Herzen zu tragen und sich Gott zu ergeben.

#### Salāt (Gebet)
Unterschiede lassen sich auch beim rituellen Gebet (ṣalāt) feststellen. So gibt es Koranisten, die wie im traditionellen Islam fünfmal am Tag beten, wie zum Beispiel Sayyid Ahmad Khan, aber auch diejenigen, die aus dem Koran nur zwei beziehungsweise drei tägliche Gebete herauslesen. Die Segenssprüche für die Propheten, die einen Bestandteil der traditionellen ṣalāt darstellen, werden bei vielen Koranisten beim Gebetsruf und im Gebet selbst ausgelassen. Die Gebetswaschung (wuḍūʾ) umfasst nur das Waschen von Gesicht, der Hände bis zu den Ellenbogen sowie das Streichen über den Kopf und der Füße, da nur diese Schritte im Koran explizit erwähnt sind.
Andere von den Koranisten gelehrte Regeln sind zum Beispiel, dass die Menstruation der Frau kein Gebetshindernis darstellt, Männer und Frauen in einer Moschee zusammen beten dürfen oder dass es kein Nachholen des ṣalāt gibt.

#### Zakāt (Almosensteuer)
Im traditionellen Islam ist das Geben der Zakāt eine religiöse Pflicht. Diese beträgt 2,5 Prozent des jährlichen Einkommens. Nach Ansicht einiger Koranisten hingegen gibt es dafür keinen festen Prozentsatz vor, weil dieser nicht explizit im Koran genannt wird. Anhänger der United Submitters International auf der anderen Seite sind zwar mit den 2,5 Prozent einverstanden, geben die Zakāt aber nicht jährlich, sondern von jedem Geld, das sie verdienen.

#### Saum (Fasten)
Auch in Bezug auf die Dauer sowie die Notwendigkeit des Fastens (ṣaum) gibt es unterschiedliche Ansichten. Beispielsweise wird das arabische Wort maʿdūdātin („abgezählt“) in Sure 2:184 als eine geringe Anzahl von Tagen (3-10) und nicht notwendigerweise als ein ganzer Monat angesehen, unter anderem auch in Hinblick auf 2:203. So gibt es Koranisten, die es nicht für notwendig erachten, den kompletten Monat Ramadan wie im traditionellen Islam zu fasten, sondern drei Tage für ausreichend halten. Andere fasten zwar traditionell den ganzen Ramadan, feiern aber nicht das Ramadanfest am Ende des Monats.
Auch gibt es unterschiedliche Ansätze in der Frage, wann der Ramadan überhaupt ist. Während der Monat Ramadan im traditionellen Islam aufgrund des Mondkalenders durch das ganze Jahr wandert, gibt es einige Koranisten, die glauben, dass gemäß einem Lunisolarkalender gefastet werden muss, wonach der Ramadan jedes Jahr ungefähr im September liegt.

#### Haddsch (Wallfahrt)
Der Haddsch wird traditionell im Monat Dhū l-Hiddscha des islamischen Kalenders durchgeführt. Nach Ansicht Rashad Khalifas und der Submitter ist es jedoch auch möglich, die Pilgerfahrt auch in einem der anderen drei heiligen Monate, also Muharram, Radschab oder Dhū l-Qaʿda zu verrichten.
Außerkoranische Traditionen beim Haddsch, wie zum Beispiel das Küssen oder Umarmen des Schwarzen Steins sowie die symbolische Steinigung des Teufels in Minā, bei der sieben (oder ein Vielfaches davon wie 49 oder 70) kleine Steine auf die Dschamarāt al-ʿAqaba geworfen werden, werden abgelehnt. Auch der siebenmalige Lauf zwischen den beiden Hügeln as-Safā und al-Marwa wird nicht als verbindliche Pflicht angesehen, sondern lediglich als eine Option.

### Ridda (Apostasie)
In der Hadithsammlung von al-Buchārī ist eine Überlieferung enthalten, nach der der Prophet gesagt haben soll, dass ein Muslim, der seine Religion wechselt, getötet werden soll. Hierauf stützt sich die islamrechtliche Norm, dass Apostasie mit dem Tode zu bestrafen sind. Da Koranisten jedoch Hadithe ablehnen und sich keine Aufforderung zur Tötung von Apostaten im Koran finden lässt, weisen sie dieses Vorgehen zurück. Außerdem wird auf die Aussage in Sure 2:256 verwiesen, wonach es keinen Zwang in der Religion gibt.

### Sonstiges
Als weitere Beispiele lassen sich folgende Aspekte nennen, die im Vergleich zum traditionellen Islam von einigen Koranisten abgelehnt oder als nicht relevant betrachtet werden, da diese keine koranische Basis haben:
- Beschneidung
- das Schlachten von Tieren zum Islamischen Opferfest
- das Tragen des Kopftuchs oder Schleiers
- Steinigung von Ehebrechern
- die Juden und Christen als die zukünftigen Höllenbewohner zu erklären
- Verbot von Musikinstrumenten und Bildhauerei
- Verbot für den Mann, Gold oder Seide zu tragen, seinen Bart zu rasieren
- Kalifat, Sultanat und Kleriker (wie Imam, Mullah, Ayatollah, Scheich, Hodscha, Effendi, Mufti)
- Mahdi, Daddschāl, Rückkehr von Jesus auf die Erde
- Verbot, mit der linken Hand zu essen und zu trinken.
- Regel, dass eine Frau die Erlaubnis der Eltern haben muss, um heiraten zu können.[116]

Männer und Frauen werden als gleichberechtigt angesehen.

## Kritik und Verfolgung
Die Lehren der Koranisten ziehen inzwischen international die Aufmerksamkeit vieler Muslime auf sich, die Reaktionen sind jedoch nicht immer positiv. Zahlreiche traditionelle Gelehrte und Autoren verfassten in der Vergangenheit Widerlegungen als Antwort auf koranistische Werke. Einige Koranisten, wie zum Beispiel Ghulam Ahmad Parwez, wurden sogar zu Apostaten erklärt.
Auch heute müssen Anhänger des Koranismus mit Sanktionen rechnen. Aus diesem Grund schreiben einige koranistische Autoren nur anonym oder unter einem Pseudonym. In einigen Ländern werden Gelehrte und Einzelpersonen, die koranistische Ideen vertreten, sogar staatlich verfolgt. So schreibt der Ägypter Ahmad Subhy Mansour, der als Koranist selbst die Azhar-Universität verlassen und in die Vereinigten Staaten auswandern musste, dass man Hadith-Gegnern in Ägypten vorwerfe, den Islam zu „beleidigen“, und sie mit Verfolgung, Einsperrung und Exil rechnen müssten. Im Sudan wurden 2015 25 Männer zwischen 15 und 51 Jahren inhaftiert und zum Tode verurteilt, weil sie nur den Koran anerkannten und die Sunna ablehnten, was im Sudan als Apostasie betrachtet wird. Das türkische Diyanet İşleri Başkanlığı kritisiert die Ablehnung der Sunna beispielsweise in Freitagspredigten.